# Eigenname (Pharao)
Der Eigenname (auch Geburtsname) eines altägyptischen Königs (Pharao) ist der Name, den dieser bei der Geburt erhielt und der ihm nicht erst bei beziehungsweise mit der Thronbesteigung verliehen wurde. Der Titel „Sohn des Re“ (Sa Ra) wird dem Eigennamen ab der 4. Dynastie nach der Thronbesteigung hinzugefügt. Eine weitere Bezeichnung hierfür ist auch Sa-Ra-Name.
Die Eigennamen sind in der frühdynastischen Zeit und in den Anfängen des Alten Reiches nicht zeitgenössisch belegt. Die für diesen Zeitraum ermittelten Eigen-/Geburtsnamen stammen aus späteren Königslisten.

## Eigenname/Geburtsname
Mit der Geburt eines Königssohnes (Prinzen) war nicht festgelegt, ob dieser seinem Vater auf den Thron folgen würde. So entsprach sein Eigen- beziehungsweise Geburtsname dem Namen eines normalen Bürgers und enthielt kein „Programm“, wie es von der kompletten Königstitulatur mit allen fünf Titeln ausdrückt wird. Es kam jedoch vor, dass er den Namen seines Vaters oder Großvaters erhielt. Der Name eines Prinzen wurde mit den Worten „Sohn des Königs, von seinem Leibe“ eingeleitet und nicht in einer Kartusche (auch als Königsring oder Namensring bezeichnet) geschrieben. Neben dem Eigennamen war von den insgesamt fünf Titeln des Königs nur noch der Thronname in eine Kartusche eingefasst.

## Der Sa Ra-Name

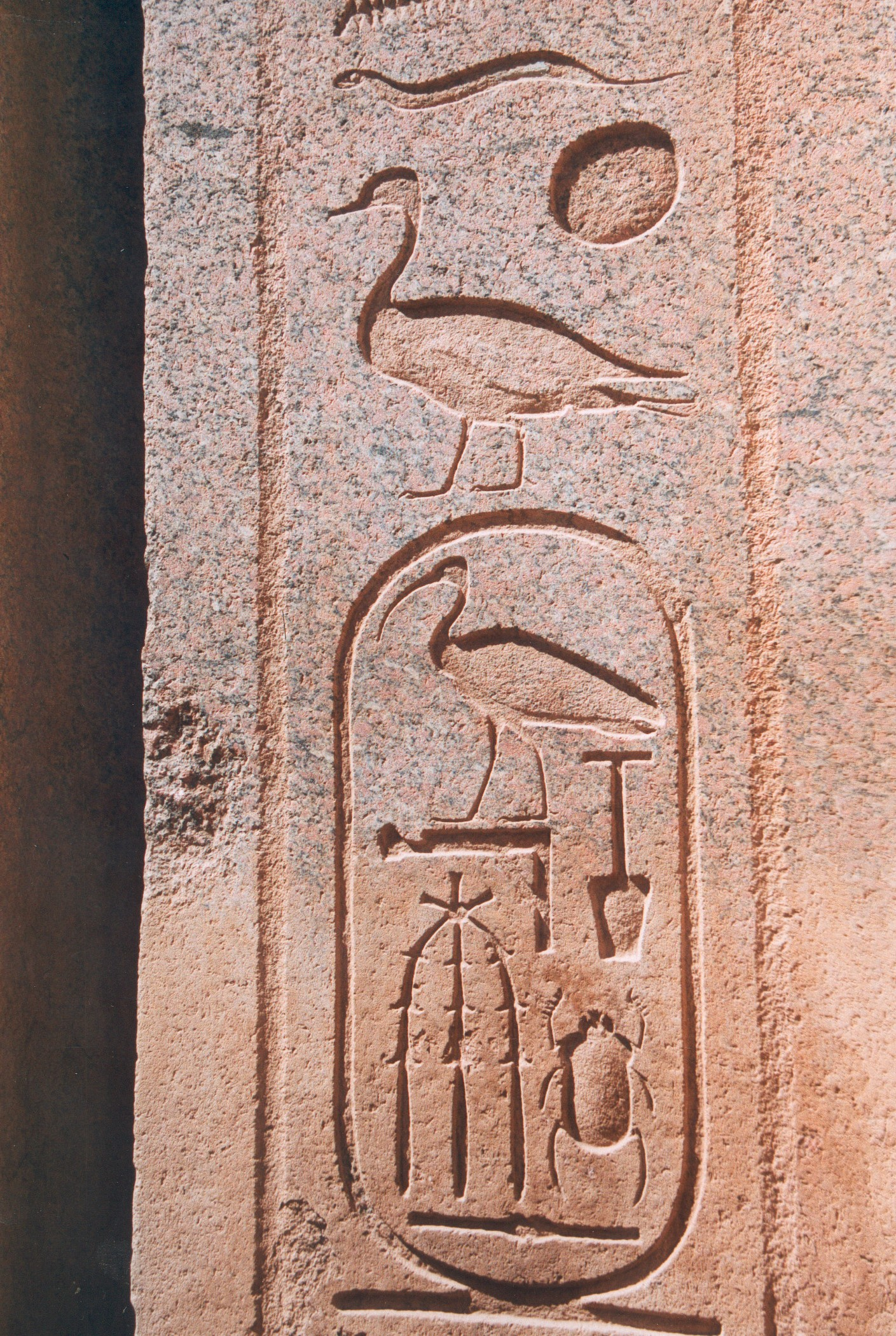
Eigenname Thutmosis III. in (Karnak)

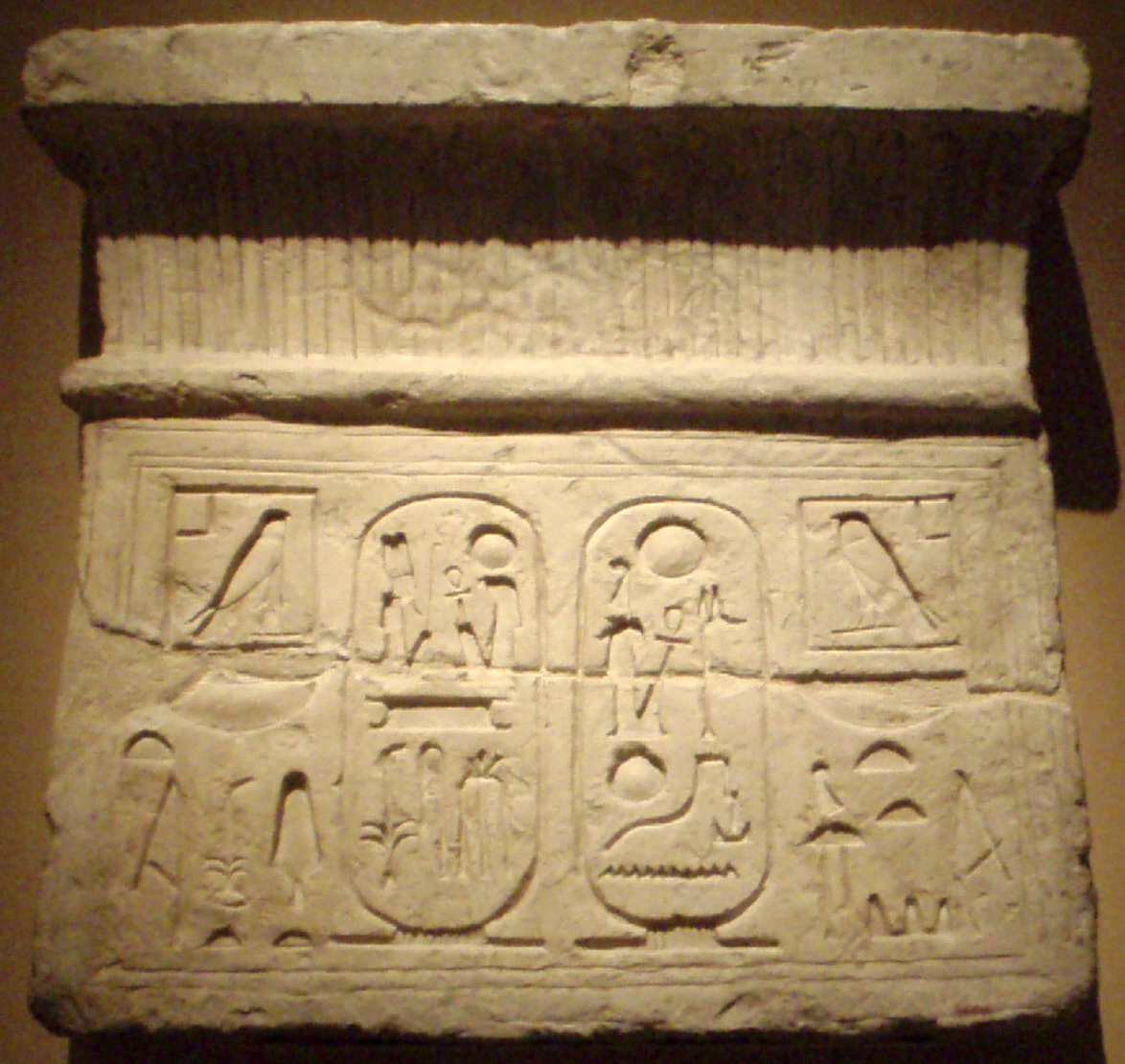
Eigen- und Thronname (Mitte) Ramses II. ohne die davor stehenden Titel „Sa Ra“ und „Nesut Biti“

Übersetzt bedeutet Sa Ra „Sohn des Re“ beziehungsweise „Sohn des Sonnengottes“. Der Sa-Ra-Titel, auch Sa-Ra-Name, wird durch die Hieroglyphen einer Gans und der Sonnenscheibe vor dem nach der Krönung in einer Kartusche eingeschlossenen Eigennamen (Geburtsnamen) des Königs eingeleitet.

### Entwicklung des Titels
Der König weist in Tempelinschriften stets darauf hin, dass er der Sohn der jeweils dort verehrten Gottheit ist: der Gott oder die Göttin sind Vater und Mutter des Königs und das Darbringen von Opfergaben ist die Pflicht ihres Sohnes. Als Vater des Königs gilt nach dem in der 4. Dynastie gültigen Dogma der Schöpfergott, der den König mit dessen irdischer Mutter gezeugt hat. Als der Sonnengott von Heliopolis zum obersten der Götter aufsteigt, gehört auch dieser zum Staatskult um den König. So erhalten bereits die Söhne von Cheops Namen, die sie unter den Schutz des Gottes Re stellen. Die Könige der 5. Dynastie nehmen bei der Thronbesteigung einen solchen Namen an, der dann ab der 6. Dynastie stets eine Beziehung zum Sonnengott ausdrückt.
Anfangs wurde der Eigenname zunächst ohne Sa Ra in die Kartusche geschrieben. Bruchstücke aus dem Totentempel des Radjedef bilden bislang den ersten Nachweis für die Bezeichnung „Sohn des Re“. Allerdings handelt es sich zu diesem Zeitpunkt noch nicht um einen „Titel“ des Königs, sondern um einen Beinamen beziehungsweise ein Beiwort. Als Beiname wird diese Bezeichnung von den Königen des Alten Reiches bis in die 6. Dynastie verwendet. Die Schreibung erfolgte jedoch gewöhnlicherweise hinter der Kartusche.
Pharao Unas schrieb den Titel vor den Eigennamen, aber noch innerhalb der Namenskartusche. Diese Schreibweise ist häufig noch bis ins Mittlere Reich anzutreffen. Mit einigen Ausnahmen steht der Titel „Sa Ra“ seit König Meriibre (Cheti) vor der Kartusche, was durch ein Bronzegefäß mit seinem Namen bezeugt ist.
Erst später wurde „Sohn des Re“ zu einem ständigen Titel des Eigennamens und zudem fester Bestandteil der großen Königstitulatur (insgesamt fünf Titel), die der König bei der Inthronisierung annahm. Der Sa-Ra-Name ist in der Reihenfolge der gesamten Königstitulatur der zuletzt genannte Name.

### Besonderheiten
Gelegentlich änderten altägyptische Herrscher ihren Eigennamen, wenn sie den Thron bestiegen hatten, oder nahmen zusätzlich einen bedeutenderen an. Dies ist für Könige der 5. Dynastie nachgewiesen, die es aus religiösen Gründen taten, aber auch für Usurpatoren der 13. Dynastie sowie für Könige in der 20. Dynastie. Die bekanntesten Änderungen eines Eigennamens sind hingegen die von Amenophis IV. in Echnaton und die von Tutanchaton in Tutanchamun. Die Thronnamen blieben in letzteren Fällen unverändert.
- König Pepi I. bezeichnete sich in mehreren Inschriften nicht als Sohn des Re, sondern als Sohn des mit dem von Heliopolis gleichgesetzten Sonnengott Atum und der Göttin Hathor. Er nahm diese Benennungen in die Eigennamenskartusche auf.[2]
- Eine Inschrift eines Stelentextes im Tempel von Abu Simbel bezeichnet Ramses II. als Sohn des Tatenen und der Sachmet.
- Nicht immer wird der Eigenname eines Königs mit Sa Ra eingeleitet. Eine Votivstele im Metropolitan Museum of Art zeigt den Eigen- und Thronnamen von Ramses II. ohne die davor stehenden Titel „Sa Ra“ und „Nesut Biti“.

### Varianten
Wie die Thronnamen, so wurden auch die Eigennamen seit dem Neuen Reich durch sogenannte Epitheta erweitert. Das am häufigsten vorkommende Beiwort ist mrj Jmen (meri Imen/Amun – „geliebt von Amun“), das, auch wenn es oft vor dem Namen stehen kann, aber hinter dem Namen gelesen wird: Rˁ-msj-sw mrj-Jmn (Ramesisu meri Imen – „Ramses, geliebt von Amun“).
Auf der Stele University College 410 wird König Echnaton beispielsweise nicht als „Sohn des Re“ bezeichnet. Hier geht seinem Eigennamen die Bezeichnung „Herr der Kronen“ (neb-chau) voraus.